# Marie Armand Patrice de Mac-Mahon
Marie Armand Patrice de Mac-Mahon, II duca di Magenta, VI marchese di Éguilly (Outreau, 10 giugno 1855 – Parigi, 23 maggio 1927), è stato un nobile e generale francese.

## Biografia
Primogenito del maresciallo di Francia Patrice de Mac-Mahon e di sua moglie, Élisabeth de La Croix de Castries, Marie Armand Patrice seguendo l'esempio del padre intraprese la carriera militare iscrivendosi all'École spéciale militaire de Saint-Cyr nel 1873 ed uscendone nel 1875 col grado di tenente.
Alla morte del padre nel 1893, ne ereditò il titolo di duca di Magenta che questi si era conquistato sul campo della famosa battaglia del Risorgimento italiano. L'anno seguente subì un nuovo lutto in famiglia, la morte di suo cugino Charles-Marie de Mac Mahon (1856-1894), il quale lo aveva nominato erede delle proprie sostanze, compreso il castello di Sully, e del proprio titolo, marchese di MacMahon (1894).
Come militare, prese parte alle operazioni di colonizzazione condotte dalla Francia in Madagascar (1883-1896). Capo di un battaglione dal 28 ottobre 1895 sino al 1904. Ottenuto il rango di tenente colonnello, passò al comando del 129º reggimento di fanteria e poi, col grado di colonnello, al 35° ove rimase dal 24 dicembre 1912 al 13 ottobre 1914.
Prese parte gloriosamente alla prima guerra mondiale, ove ottenne il grado di Generale di Brigata (1915) comandando la 43ª brigata di fanteria ed ottenendo a fine campagna la croce di guerra con due palme di bronzo.
Marie Armand Patrice de Mac Mahon si ritirò dal servizio attivo nel 1924 e morì a Parigi nella sua residenza al nº 17 di Boulevard Raspail nel 1927.

## Matrimonio e figli
Il 22 aprile 1896, influenzato dalla potente figura raggiunta dal padre e con l'intenzione di rinsaldare le sorti dei monarchici di cui il suo genitore era stato fiero rappresentante anche durante gli anni della repubblica francese, sposò dapprima civilmente presso il sindaco dell'8º arrondissement di Parigi e poi religiosamente il giorno seguente nella cappella del Castello di Chantilly, la principessa Margheria Maria Luisa Francesca d'Orleans (25 gennaio 1869 - Morgan House, Richmond (Inghilterra) - 31 gennaio 1940 - Château de la Forêt, Montcresson), figlia di Roberto d'Orléans (1840-1910), duca di Chartrese, e di sua moglie Francesca Maria d'Orléans (1844-1925).
Da questo matrimonio nacquero i seguenti eredi:
- Marie Elisabeth (19 giugno 1899, Lunéville - 28 settembre 1951, Voreppe), sposò il 22 settembre 1924 a Parigi, Henri Marie Léon de Plan (6 novembre 1883, Aix-en-Provence - 20 giugno 1953 - Château de la Forêt, Montcresson), conte di Sieyès
- Amélie Françoise Marie (11 settembre 1900, Lunéville - 30 maggio 1987, château de Rambuteau), decorata della Médaille de la Résistance e della croce della Legion d'Onore, sposò il 5 febbraio 1921 a Parigi, Almeric Philibert Marie Emmanuel Lombard de Buffières (29 agosto 1890, Ginevra - 14 dicembre 1944, campo di concentramento di Buchenwald), conte di Rambuteau
- Maurice Jean Marie (13 novembre 1903, Lunéville - 27 ottobre 1954, Évreux), III duca di Magenta (1927), VII marchese di Éguilly, militare, sposò il 25 agosto 1937 al Castello di Sully, la contessa Margherita Riquet de Caraman-Chimay (29 dicembre 1913, Parigi † 1º settembre 1990, Nizza)